# Кляйнмайстер

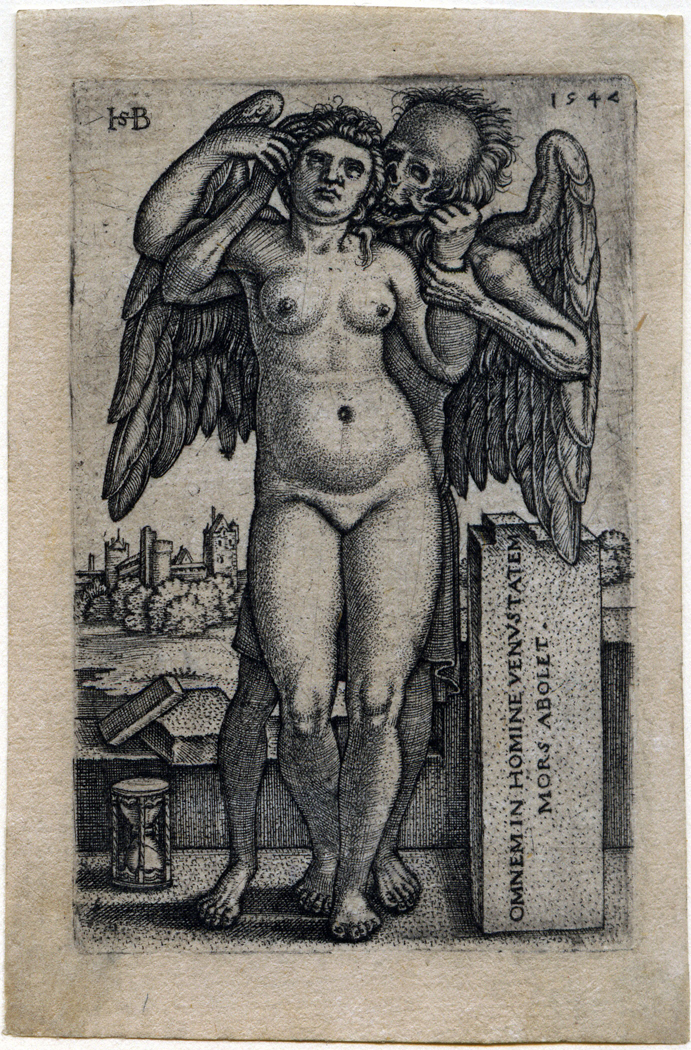
Смерть і гола, яка стоїть, 1547 рік Ганс Зебальд Бегам, 7.5 x 4.8 см

Кляйнмайстер (нім. Kleinmeister — майстер невеликого формату) — назва німецьких художників і граверів, що працювали з міддю та деревом в епоху Північного Відродження. В основному, це були учні та послідовники Альбрехта Дюрера. Назва виникла через прихильність майстрів до невеликого формату, тонкої техніки та детального зображення.
Багато творів кляйнмайстрів уявляють собою книжкові ілюстрації, більдербогени, віньєтки, заставки, зразки орнаментів і шрифтів. Такі невеличкі гравюри використовували німецькі золотарі, ювеліри, карбувальники з металу, різьбяри, майстри прикладного мистецтва. Пейзажні композиції кляйнмайстрів близькі художникам дунайської школи. Найбільш відомими є Г. Альдегревер, брати Бехам, Й. Амман, Г. Вехтер, Й. Зільбер, Г. Пенц, В. Соліс, П. Флетнер, П. Фліндт, Д. Гопфер. Творчість німецьких граверів-кляйнмайстрів іноді розглядається в якості своєрідної історико-регіональної художньої школи.
Багато творів кляйнмайстрів були міфологічного характеру або пов'язані з темою Старого Завіту. Аналузіючи розмір і тематику гравюр, можна зробити висновок, що вони були створені для ринку колекціонерів, які зберігатимуть їх в альбомах. Деякі з них, до речі, збереглися до нашого часу. Їхня творчість, як і багатьох інших художників того часу, була пов'язана з релігійно-політичним рухом Реформації та подіями селянської війни в Німеччині. Нюрнберзькі прихильники лютеранства в 1525 році залучили братів Бехам і Г. Пенца до суду "за безбожжя" через зображення сільських та еротичних сцен.
Термін Кляйнмайстер використовувся нюрнберзьким майстром ще в 1679 році Йоахимом фон Зандрартом. Також у німецькій мові цей термін можуть вживати для позначення майстрів мініатюрного античного вазопису, акварельного пейзажного живопису швейцарських художників XVIII—XIX століть.

## Художники
Найпершим художником, який намагався робити складні гравюри, був Альбрехт Альтдорфер, можливо, наслідуючи італійські гравюри у вигляді черні, хоча їхні розміри насправді були не менші, аніж нижня частина дуже дешевих релігійних гравюр, що були зроблені впродовж XV століття. Однак, мистецтво гравюри Альтдорфера розвивалося в різних напрямках. Не зважаючи на те, що він продовжив створювати маленькі гравюри до 1520-х років, стиль художника унаслідували нюрнберзькі художники, брати Бехам і Георг Пенц.
Ганс Зебальд Бегам і Пенц продовжили створювати гравюри до їхньої смерті в 1550 році, яка досить сильно вплинула на занепад стилю. Бартель Бехам помер у 1540 році. Він вважається найбільш винахідливим із Нюрнберзької трійці, але його брат Зебальд був більш ефективним і, можливо, з кращою технікою, оскільки скопіював деякі твори брата після його смерті. Гайнріх Альдегревер був упередженим лютеранцем, який розвивав анабаптистські засади вчення. Можливо, саме вони привели його до створення орнаментів без зображення людських фігур.
Стиль робіт цих художників був заснований на роботах нюрнберзького гравера А. Дюрера, який ще жив у місті до 1527 року. У його майстерні щонайменше тренувався Пенц та італійський художник Маркантоніо Раймонді, з яким Бартель Бехам мав працювати в Римі. Фрески Полідоро Кальдари повпливали на творчість Раймонді у виборі теми роботи та композиційного стилю, до яких належали північні теми смерті (смерть з'являється в багатьох роботах) та гумор. Твори Ганса Бальдунга мають у собі схожі трактування стосовно сексуальних тем.
Порівнюючи з сучасниками, релігійні сюжети були помітно відсутні в роботах нюрнберзьких художників, які були вигнані з міста за релігійні погляди в 1525 році - епізод, який до сих пір незрозумілий. Їхні гравюри були широко розповсюджені, як копії, так і оригінали, були знайдені в альбомах Імперії Великих Моголів. Фігуративні композиції були скопійовані з лімозької склоподібної емалі та інших декоративних матеріалів, починаючи бронзовими бляшками та закінчуючи керамічними виробами. До речі, більшість робіт були з орнаментом, що містять у собі елементи доби Ренесансу, які були призначені для використання в якості візерунків для майстрів.

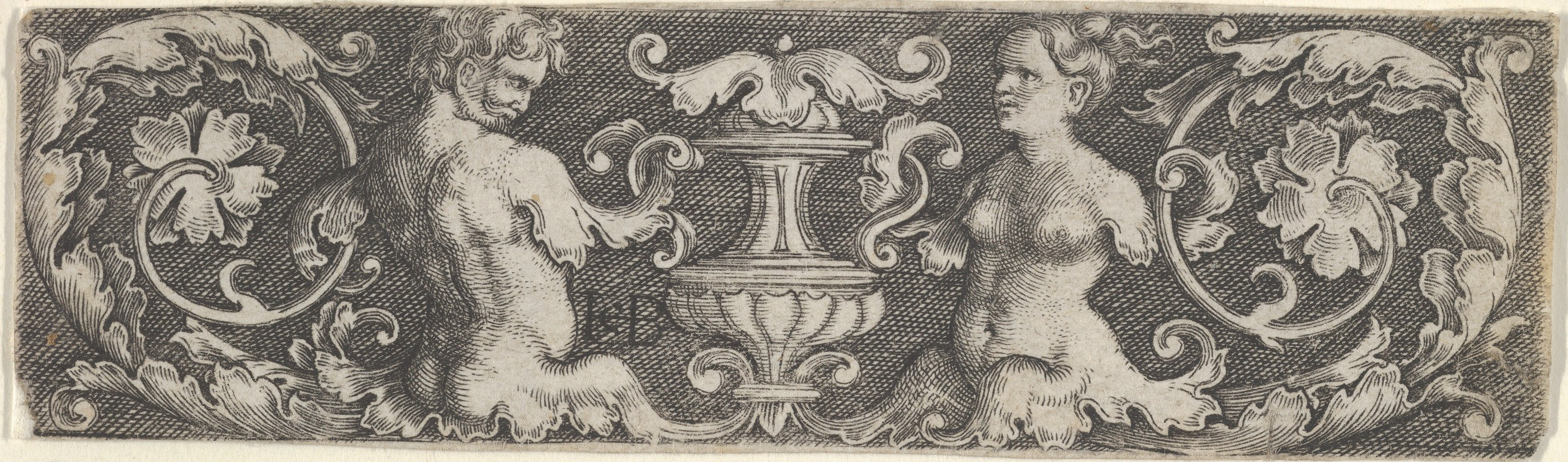
Орнамент Якоба Бінка, 2.4 × 8.4 см.

Незначними учасниками групи були Якоб Бінк і Ганс Брозамер, і деякі їхні роботи відзначилися в монограмі "Майстрі ІВ", автором якої міг бути Г. Пенц, С. Бехам, або інший художник. Інші художники, роботи яких теж були в цьому жанрі, але які не були кляйнмайстрами: В. Золіс, М. Зундт, Й. Амман, Г. Гольбейн Молодший, Д. Веллерт (гравюра).